# Ugolino della Gherardesca

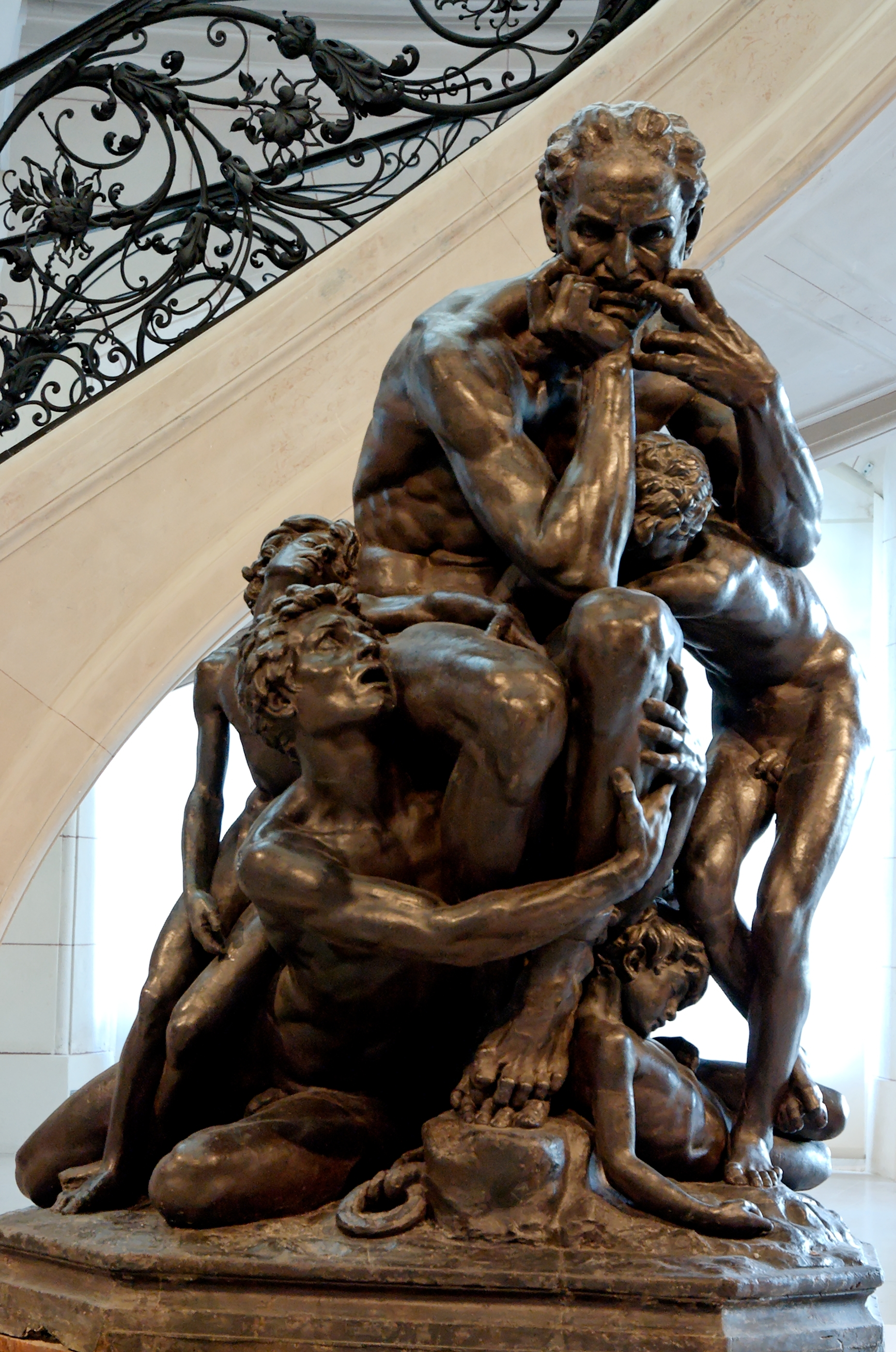
Ugolino envoltat dels seus quatre fills segons Jean-Baptiste Carpeaux, 1861, Petit Palais.

Ugolino della Gherardesca (vers 1220 – març de 1289), comte de Donoratico, va ser un noble i comandant naval de la República de Pisa.

## Biografia
Tot i que era el cap de la poderosa família della Gherardesca, la principal casa gibel·lina de Pisa, va casar la seva germana amb el güelf Giovanni Visconti. Les sospites que aquesta aliança va generar al seu partit es confirmaren amb els aldarulls que Ugolino i Visconti protagonitzaren entre 1271 i 1274. Arran d'aquests fets, el govern de Pisa va exiliar a Ugolino.
Des de l'exili va aliar-se amb les ciutats güelfs oposades a Pisa, i amb l'ajuda de Carles I d'Anjou va atacar la seva ciutat natal i la va obligar a rendir-se sota unes condicions humiliants, que anul·laven tots els càrrecs sobre ell i d'altres exiliats güelfs.
Va viure pacíficament a Pisa durant uns anys fins que el 1284 esclatà la guerra entre la República de Pisa i la república de Gènova. El comte Ugolino va rebre el commandament d'una divisió de la flota pisana. Va ser la fugida de la seva divisió (generalment atribuïda a la traïció) que es va decidir la sort de la batalla i els pisans van ser derrotats a La meloria (agost de 1284). Però la seva habilitat política li va permetre no tan sols evitar sancions sinó ser nomenat podesta durant un any i capitano del popolo per deu més.
Florència i Lucca van aprofitar-se de la derrota pisana per atacar la república, però Ugolino va aconseguir pactar la pau cedint alguns castells. En canvi no va fer moviments per signar la pau amb Gènova, ja que el retorn d'alguns presoners pisans (entre els quals es trobaven diversos dels principals gibel·lins) hauria reduït el seu poder. En aquest moment era l'home més influent de Pisa, i s'estava preparant per establir-se com a monarca absolut. Però conflictes entre Ugolini i el seu nebot Nino Visconti (el fill de Giovanni) pva ermetre al bisbe Ruggieri degli Ubaldini, erigint-se com a nou líder dels gibel·lins, obligar a tots dos a abandonar la ciutat i fer-se elegir a ell mateix podesta i capitano del popolo.
Ruggieri va intentar repartir el govern de la ciutat amb Ugolino, oferint-li la possibilitat de tornar sempre que ho fes sense els seus homes armats. El comte, decidit a ser l'únic governant, va intentar fer entrar les seves forces d'amagat a la ciutat. Adonant-se del perill, Ruggieri va denunciar la traïció i després d'uns dies de lluites als carrers (juliol de 1288) Ugolino va ser capturat, juntament amb els seus fills Gaddo i Uguccione, i els seus nets Nino i Andelmuccio. Van ser empresonats a la Torre Mida, on passaren nou mesos abans de morir de fam.

## La llegenda

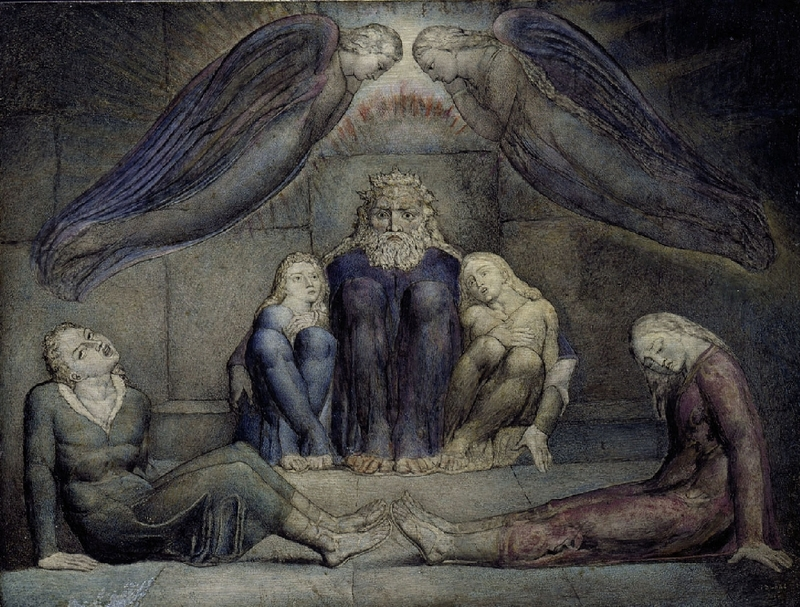
Ugolino i els seus fills a la seva cel·la (William Blake, vers 1826).

Tot i que els obscurs detalls de la vida d'Ugolino havien estat mencionats per alguns escriptors, el comte deu la seva fama a Dant, que en la seva Divina Comèdia va situar-lo a l'últim cercle de l'Infern (cants XXXII i XXXIII). En un terrible passatge que el poeta anglès Walter S. Landor va qualificar com les trenta millors línies de tota la poesia, es veu el comte Ugolino mossegant el cap de l'arquebisbe Ruggieri.
A la Comèdia, Ugolino explica a Dant com els presoners van morir lentament de gana i, abans de morir, els fills d'Ugolino van demanar-li que es mengés els seus cossos ("Pare: més curts seran els dols si menges de nosaltres. Tu que vestires nostra carn, despulla-la si vols.")
Al final, Ugolino diu que "la fam va poder més que el dolor". Tot i que la frase deliberadament ambigua podria ser entesa en el sentit que Ugolino va morir de gana abans que de pena, la interpretació més popular és que es va acabar menjant els cossos dels seus fills i nets. Per aquest motiu Ugolino és conegut com "el comte caníbal", i sovint és representat mossengant-se els seus propis dits (simbolitzant que menja la seva pròpia carn).